# قصرايا
قصرايا قرية سورية تتبع ناحية عوج في منطقة مصياف في محافظة حماة. بلغ عدد سكانها 982 نسمة في عام 2004 حسب إحصاء المكتب المركزي للإحصاء.

## وصلات خارجية
- الوحدات الإدارية في محافظة حماة